# Maribor
Vous pouvez aider à l'améliorer ou bien discuter des problèmes sur sa page de discussion.
- Il ne cite pas suffisamment ses sources. Vous pouvez indiquer les passages à sourcer avec {{référence nécessaire}} ou {{Référence souhaitée}}, et inclure les références utiles en les liant aux notes de bas de page. (Marqué depuis février 2025)
- Il doit être débarrassé d’une partie de son jargon. Sa qualité peut être largement améliorée en utilisant un vocabulaire directement compréhensible par le plus grand nombre. (Marqué depuis février 2025)
- Sa rédaction n'est pas équilibrée, et donne à certains aspects ou points de vue une importance disproportionnée. Considérez son contenu avec précaution. Pour lancer la procédure de résolution du problème, utilisez le paramètre neutralité. (Marqué depuis février 2025)

- Archive Wikiwix
- Bing
- Cairn
- DuckDuckGo
- E. Universalis
- Gallica
- Google
- G. Books
- G. News
- G. Scholar
- Persée
- Qwant
- (zh) Baidu
- (ru) Yandex
- (wd) trouver des œuvres sur Wikidata

Maribor (allemand : Marburg an der Drau), chef-lieu de la Basse-Styrie (Štajerska), est la deuxième ville de Slovénie après la capitale Ljubljana. La ville, centre d'une région viticole, sylvicole et montagneuse, est reconnue pour son tourisme et pour ses nombreuses compétitions de sports d'hiver. Elle est surnommée « la Cité alpine » depuis 2000. En 2012, Maribor a le titre de capitale européenne de la culture, avec la ville portugaise de Guimarães, et elle est en 2013 capitale européenne de la jeunesse.

## Héraldique et toponymie
Le blason de la ville représente une colombe volant au-dessus d'un château blanc possédant deux tours et une herse.
La plus vieille écriture latine mentionne Marchiana castra, le château de la marche. Cette marche désigne la frontière avare ou slave de l'époque mérovingienne, puis magyare de l'époque carolingienne ou ottonienne. Au Moyen Âge, l'altération latine en Mariana castra indique précocement une perte de conscience de cette frontière militaire.
Maribor provient de l'altération par le dialecte vernaculaire slovène de la vieille forteresse de la marche dénommée en francique ou saxon, Markaburg. La ville de Styrie est arrosée par la Drave, rivière qui a longtemps été segmentée par les frontières pacifiques des mondes germanique, slave et magyar. Elle est dénommée sous le régime autrichien Marburg an der Drau, pour la distinguer de la ville allemande homonyme de Hesse, au confluent de la Lahn et de la Marbach.

## Histoire

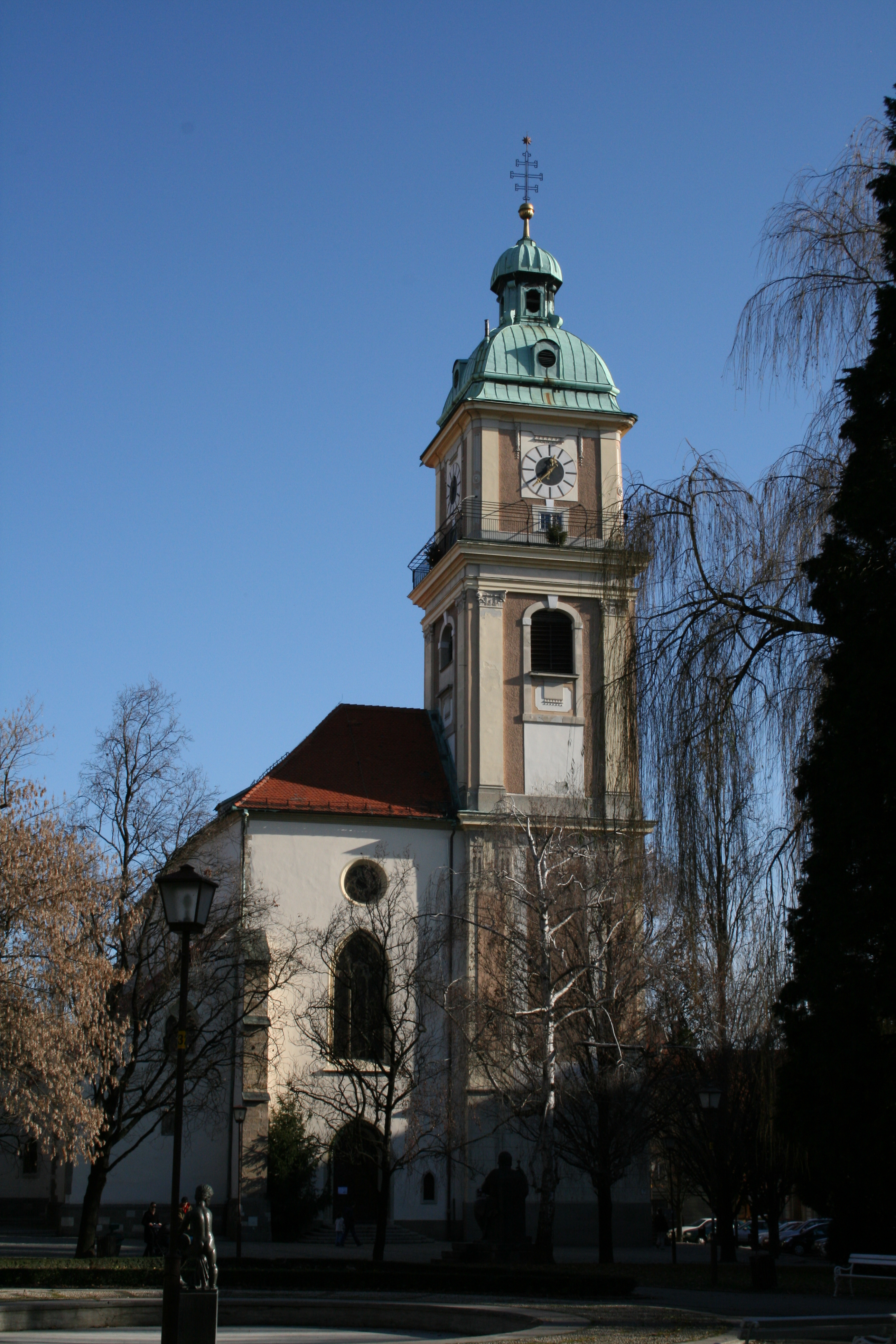
La cathédrale de Maribor.

Des traces archéologiques datant de 2400 à 1900 av. J.-C. ont été découvertes dans le district de Maribor. Vers -800, des localités illyriennes se situent dans la région avant que la région ne soit envahie vers -400 par les Celtes. Un peu plus de trois cents ans plus tard, la contrée est conquise et colonisée par les Romains. Les tribus slaves obéissant à l'hégémonie avare s'installent après l'an 568. En 765, les populations et groupes slovènes déjà passés sous le tribut des bandes franques acceptent l'hégémonie directe du regnum francorum. La région rentre ainsi dans l'imperium francorum, d'abord dans l'empire carolingien, puis ottonien. Elle reste ensuite dans le giron du Saint-Empire romain germanique.
En 1147, la région fait partie de la Styrie qui évolue en duché de Styrie dès 1180. En 1164, le château du nom de Markburg ou Marchburg (« château de la Marche ») est mentionné. Construit autrefois pour protéger l'empire des Magyars, il est situé sur la colline nommée Pyramida et faisait partie de la marche de Styrie. On mentionne en 1204 pour la première fois Marbourg en tant que « ville-marché ». Elle est proche du château homonyme et en 1254, elle obtient un statut de ville bourgeoise. La cité est ensuite fortifiée d'une enceinte garnie de tours.
La ville s'épanouit après la victoire de Rodolphe Ier du Saint-Empire représentant de la maison Habsbourg sur Ottokar II de Bohême en 1278. Une forte communauté juive s'installe alors dans la ville et une synagogue y est construite. Mais les Juifs sont expulsés de Maribor le 6 janvier 1497, à l'instigation de l'empereur Maximilien Ier. La synagogue est transformée en église.
Maribor subit les sièges de Matthias Ier de Hongrie en 1480 et 1481 mais aussi de l'Empire ottoman en 1532 et 1683. La ville reste sous le contrôle de la dynastie Habsbourg et des États autrichiens jusqu'en 1918.
En 1680, un tiers de la population disparaît ou s'enfuit, victime d'une épidémie de peste. La Colonne de la peste de Maribor, un monument important de la ville, est construit à cette époque. En 1758, les Jésuites installent en ville une première école secondaire. Maribor, anciennement partie intégrante du diocèse catholique de Graz-Seckau, rentre dans le diocèse de Lavant en juin 1859 et accueille le siège du prince-évêque. Ce diocèse est renommé diocèse de Maribor le 5 mars 1962 avant que le pape Benoît XVI l'élève au statut d'archidiocèse le 7 avril 2006.
Au milieu des années 1860, Marbourg chef-lieu de cercle administratif dans l'Empire austro-hongrois compte 4 000 habitants. Elle est active dans le commerce du blé et des vins. Elle est située sur la Drave à 60 km au sud-sud-est de Graetz, à laquelle elle est reliée par chemin de fer.
Avant la Première Guerre mondiale, la ville est environ composée de 80 % de populations germanophones et de 20 % de population slovène. La majorité germanophone gère à cette époque la vie publique de la ville. La ville se nomme à cette époque Marburg an der Drau. Selon le dernier recensement de l'Empire austro-hongrois, la ville et ses environs se peuplent de 31 995 germanophones et de 6 151 Slovènes.
Durant la Première Guerre mondiale, de nombreux Slovènes du duché de Carinthie et de la Styrie sont considérés en ennemis potentiels de l'empire austro-hongrois. À la fin de la guerre annihilant l'Empire, le gouvernement d'Autriche et l'État des Slovènes, Croates et Serbes réclament la possession de la ville. Le 25 décembre 1918, la ville passe finalement sous la bannière slovène malgré les réticences de la population germanophone. La milice allemande (Schutzwehr) est désarmée par les troupes slovènes du général Rudolf Maister.
Le 27 janvier 1919, des germanophones tentent de se révolter mais ils sont réprimés par les troupes slovènes. L'incident, parfois nommé « dimanche sanglant de Maribor », cause la mort de 9 personnes. Certaines sources citent 9 à 13 morts civils et une soixantaine de blessés. La ville est reconnue officiellement comme faisant partie intégrante du royaume des Serbes, Croates et Slovènes lors du traité annexe de Saint-Germain en septembre 1919.

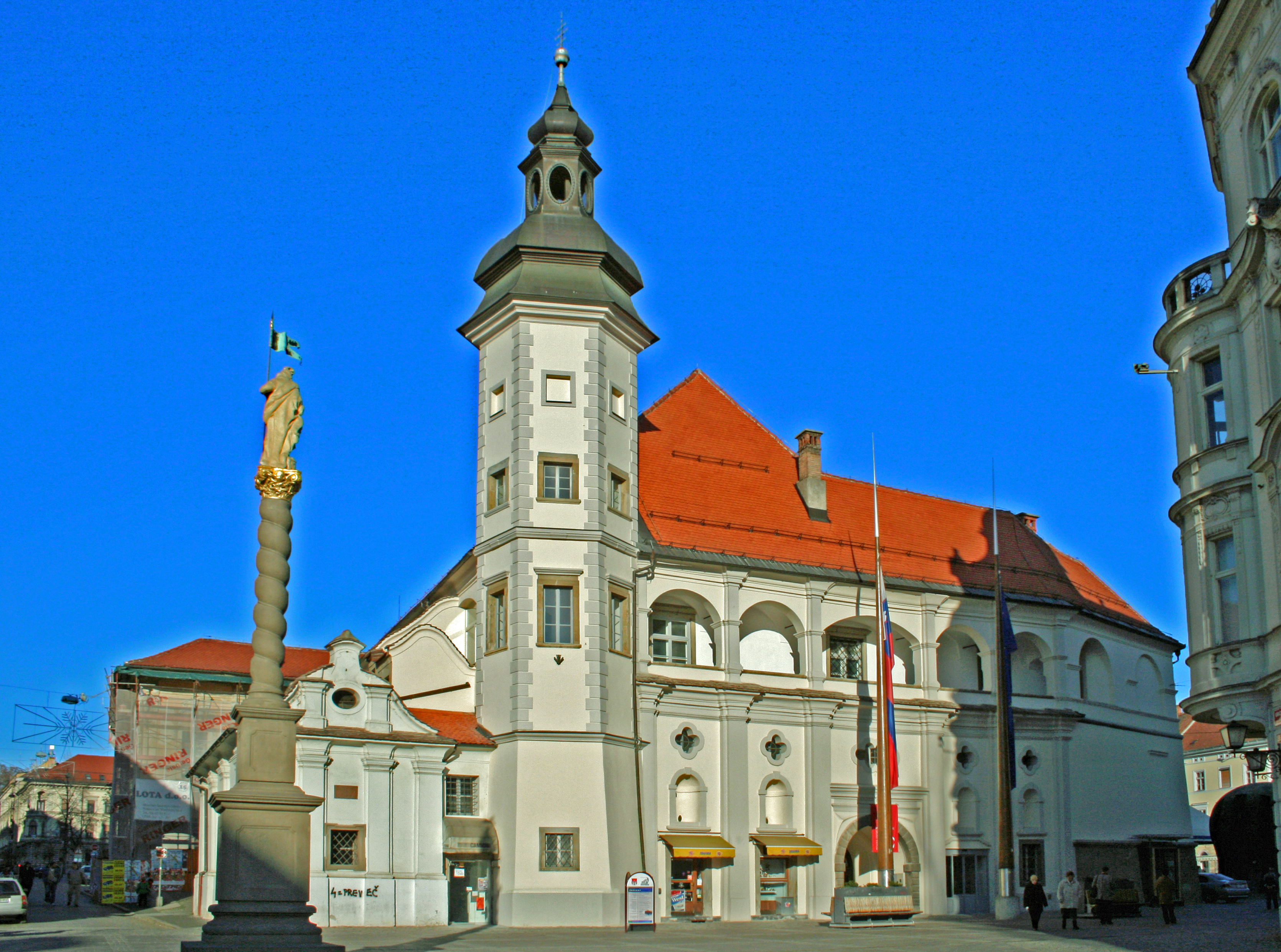
Château de Maribor.

De nombreux partisans de l'ancienne Autriche-Hongrie, germanophones ulcérés par le découpage annoncé de la province de Styrie, émigrent après le traité de Vienne mettant un terme à la Grande Guerre en mai 1919 vers l'Autriche. Les organismes et les écoles de langues allemandes sont fermés. Une politique d'assimilation des germanophones se met en place durant la période yougoslave en réplique à la germanisation des Slovènes qu'avait connue la région dans le passé. Maribor apparaît alors sur les cartes officielles même si les dictionnaires français conservent souvent par commodité Marbourg. En 1922, la ville exsangue au cœur d'une Styrie yougoslave compte seulement 28 000 habitants. Son activité bénéficiant de la vaste chênaie de Basse-Styrie est essentiellement tournée comme avant la guerre vers les vins, les tanneries et les scieries alors que la fonderie et la métallurgie restent vivaces. En 1930, les populations ouvertement germanophones qui sont pourtant en partie revenues dans la ville en croissance des années 1920 ne représentent plus qu'environ 25 % de la population de la ville.
En 1941, à la suite de la conquête de la Yougoslavie, la Basse-Styrie, dont la ville fait partie, est annexée par l'Allemagne nazie. Soucieux de germaniser entièrement la région, Adolf Hitler y effectue une visite solennelle, marquée par une réception donnée en son honneur au château de la ville. 
Centre industriel stratégique, notamment pour la fabrication d'armements, la ville subit des bombardements réguliers de la part des forces alliées durant la Seconde Guerre mondiale. Un grand nombre de Slovènes sont expulsés vers les territoires correspondant à la Croatie et à la Serbie actuelles, tandis que d'autres sont déportés dans des camps de concentration allemands. La politique nazie vise à anéantir les populations slovènes et slaves de la région. En réaction, une résistance organisée par les Partisans voit le jour.
La ville, très proche de l'Autriche, profite les années suivantes de sa position centrale entre l'Europe occidentale et l'Europe de l'Est. Ville de transit, elle devient également une importante ville industrielle de Yougoslavie. Elle dépasse les cent mille habitants au cours des années 1980 et compte environ 105 000 habitants en 1990.
Lors de la création de la nouvelle république de Slovénie en 1991, la ville perd son marché yougoslave et l'industrie lourde de la région souffre énormément. Le chômage augmente fortement avant de diminuer à la fin des années 1990 à la suite de la création de nombreuses PME. La construction automobile a en partie compensé les pertes des secteurs électrique,  chimique, métallurgique et sidérurgique. Ville touristique par ses châteaux du XIVe siècle ou du XVIIIe siècle ainsi que son musée, Maribor constitue un nœud de communication vers les rivages adriatiques, en particulier la côte croate et ses multiples stations balnéaires.

## Géographie

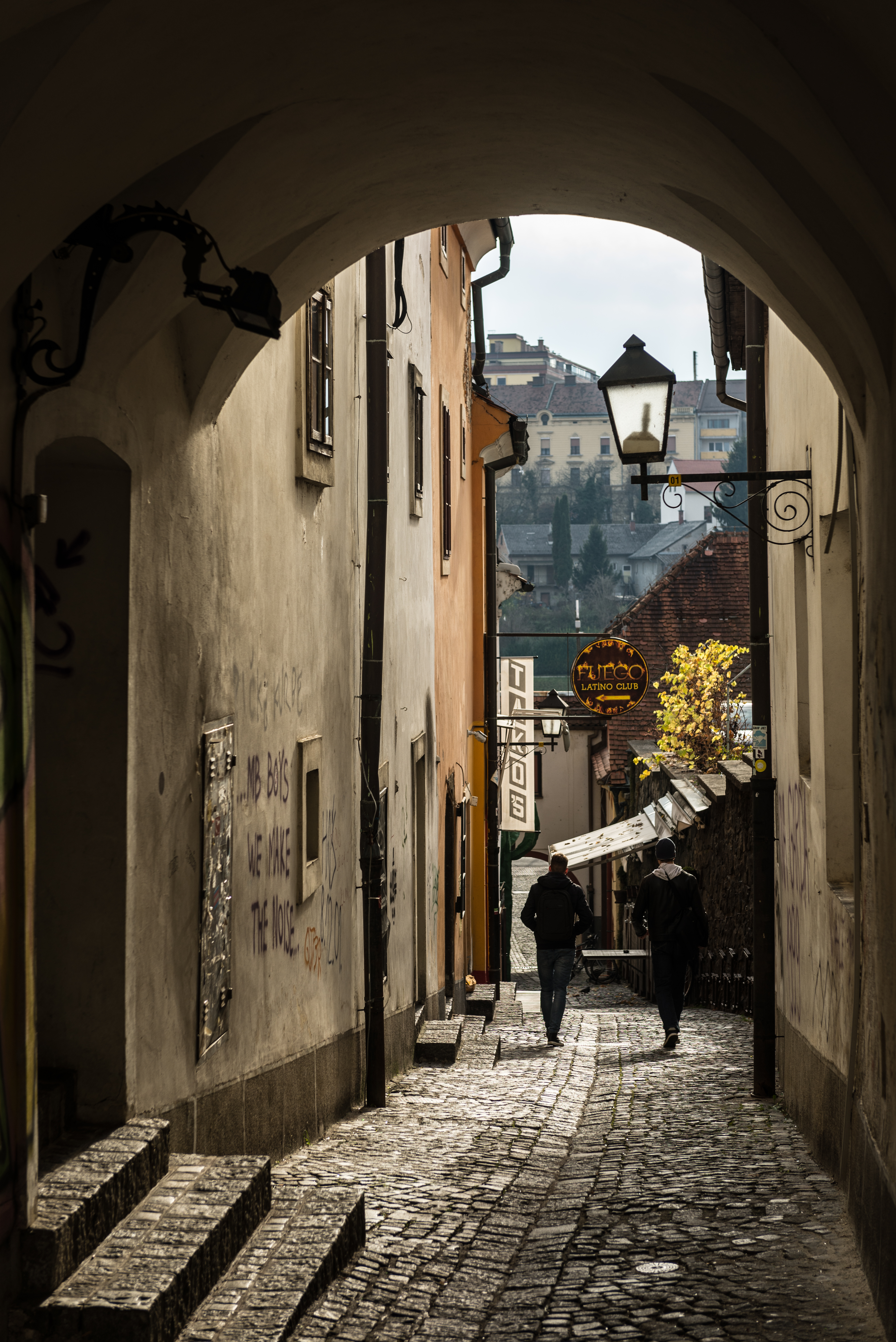
Une rue du centre-ville, en descendant vers la rivière.

La ville est située à 275 mètres d'altitude le long de la rivière Drave qui est un important affluent du Danube. La cité est à la jonction entre la région viticole vallonnée du Slovenske Gorice et de la région montagneuse du Pohorje. Elle se situe dans la région culturelle de la Basse-Styrie à environ 10 km au sud de la frontière autrichienne.
Maribor se situe à environ 60 km au sud de la ville autrichienne de Graz, à 100 km au nord de la ville croate de Zagreb et à 110 km au nord-est de la capitale slovène Ljubljana.

### Climat
Le climat de la ville et de l'est de la Slovénie est de type continental. Les mois de juillet et d'août sont les plus chauds alors que le mois de janvier est le plus froid. La température la plus froide jamais relevée est de −17 °C alors que la température la plus élevée est de 37 °C. Des gelées sont possibles du mois d'octobre au mois d'avril. Les mois les plus pluvieux sont les mois de juin à novembre avec plus de 100 mm de précipitations. Les mois les plus secs sont les mois de janvier et février avec environ 30 mm de précipitations.
| Mois                                       | Janv | Fév | Mars | Avr | Mai | Juin | Juil | Août | Sept | Oct | Nov | Déc | Année |
| ------------------------------------------ | ---- | --- | ---- | --- | --- | ---- | ---- | ---- | ---- | --- | --- | --- | ----- |
| Record de température maximale (°C)        | 15   | 21  | 24   | 28  | 35  | 34   | 37   | 30   | 31   | 26  | 20  | 16  | 37    |
| Températures maximales moyennes (°C)       | 4    | 8   | 12   | 16  | 21  | 24   | 26   | 27   | 21   | 15  | 9   | 4   | 16    |
| Températures minimales moyennes (°C)       | -3   | -2  | 2    | 6   | 10  | 14   | 16   | 16   | 11   | 7   | 2   | -2  | 6     |
| Record de température minimale (°C)        | -16  | -16 | -8   | -3  | 3   | 5    | 8    | 5    | 1    | -4  | -11 | -17 | -17   |
| Moyennes mensuelles de précipitations (mm) | 30   | 34  | 54   | 68  | 97  | 123  | 116  | 118  | 100  | 116 | 107 | 84  | 1 047 |

## Culture
Maribor est sélectionnée pour être la capitale européenne de la Culture en 2012 en même temps que la ville de Guimarães au Portugal.
La cathédrale de Maribor, qui date du XIIe siècle possède un style gothique alors que l'hôtel de ville de Maribor est de style renaissance. Le château actuel a été construit entre 1478 et 1483 par l'empereur Friderik III.
Le quartier de la vieille ville nommé Lent abrite la plus vieille vigne en vie au monde. Nommée Stara trta, elle a plus de 400 ans. La région viticole proche de la ville attire également de nombreux touristes qui parcourent les quelques routes du vin de la région.
Cette vigne ancienne ne produit que 35 à 55 kilos de raisins par vendange. Le vin est conditionné dans une centaine de bouteilles mignonettes. Chaque année, pour fêter ces vieilles vignes se déroule le Old vine festival lors de la fête de la Saint-Martin.

## Enseignement
L'université de Maribor est fondée en 1975. Celle-ci dispose en 2008 de seize facultés, d'une bibliothèque et de nombreux logements pour les étudiants. L'université, qui emploie 1 800 personnes et qui dispose d'un budget annuel de près de 84 millions d'euros, forme au total environ 24 800 étudiants. Les facultés sont actives dans les domaines de l'ingénierie, de la santé, du droit, de l'agriculture, de l'économie, des sciences et des mathématiques.

## Sport

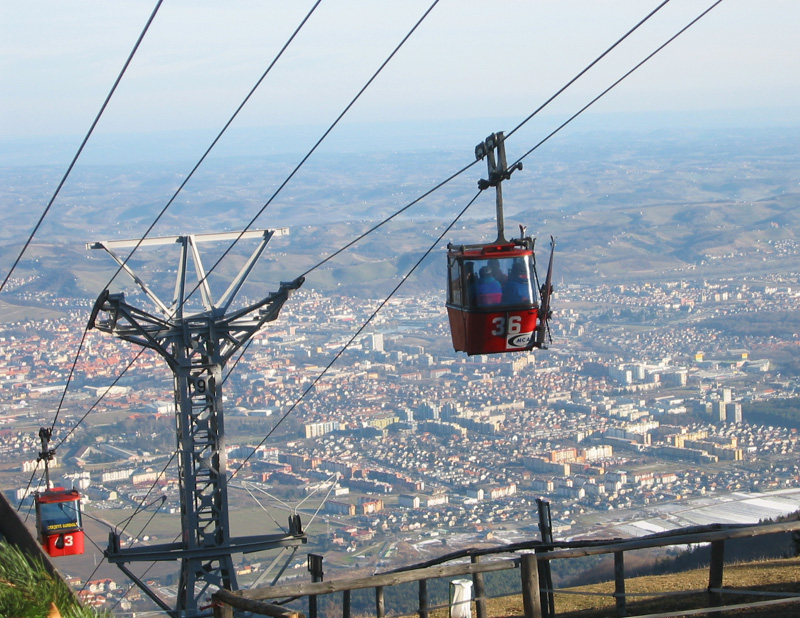
Vue de la ville à partir des montagnes environnantes.

Maribor accueille l'équipe de football NK Maribor qui participa au tour final de la Ligue des champions de l'UEFA en 2000 après avoir vaincu l'Olympique lyonnais au troisième tour des qualifications. 
Maribor est aussi connu pour le handball, puisque la ville accueille le RK Maribor Branik qui participe fréquemment aux compétitions européennes. 
Sans oublier l'équipe du hockey sur glace du HDK Maribor et de volley-ball du Nova KBM Branik toutes deux réputées dans leur discipline respective.
Vu la proximité des montagnes du massif Pohorje, le nom de Maribor est généralement associé à la station de ski voisine de Mariborsko Pohorje. Chaque année au mois de janvier se tient le slalom et le slalom géant féminins appartenant à la coupe du monde de ski alpin,.
| Club              | Sport            | Fondé en | Ligue                       | Stade               | Entraîneur     |
| ----------------- | ---------------- | -------- | --------------------------- | ------------------- | -------------- |
| NK Maribor        | Football         | 1960     | Prva liga Telekom Slovenije | Stadion Ljudski vrt | Ante Šimundža  |
| RK Maribor Branik | handball         | 2003     | 1. A Liga                   | Tabor Hall          | Marko Šibila   |
| HDK Maribor       | hockey sur glace | 1991     | Slohokej Liga               | Dvorana Tabor       | Murajica Pajič |
| Nova KBM Branik   | Volley-ball      |          | 1. DOL ženske               |                     |                |

## Transport
La ville dispose du second aéroport international de Slovénie. La ville est située le long de la voie ferrée qui relie Vienne à Trieste. Cette voie date de 1846 et a permis un développement économique de la région. La rivière Drave permet également le transport de marchandises vers le bassin du Danube et donne un accès à la mer Noire.

## Démographie
Entre 1999 et 2009, la population de la ville a légèrement diminué en passant de près de 116 000 habitants à un peu moins de 113 000.
Évolution démographique
| 1999    | 2000    | 2001    | 2002    | 2003    | 2004    | 2005    | 2006    | 2007    | 2008    | 2009    |
| ------- | ------- | ------- | ------- | ------- | ------- | ------- | ------- | ------- | ------- | ------- |
| 115 760 | 115 297 | 114 743 | 113 316 | 112 900 | 112 153 | 111 550 | 110 904 | 111 053 | 111 490 | 112 642 |

## Personnages célèbres
- Wilhelm von Tegetthoff, amiral
- Jurij Toplak, avocat
- Drago Jančar, écrivain
- Max Schönherr, compositeur
- Rudolf Maister, militaire slovène

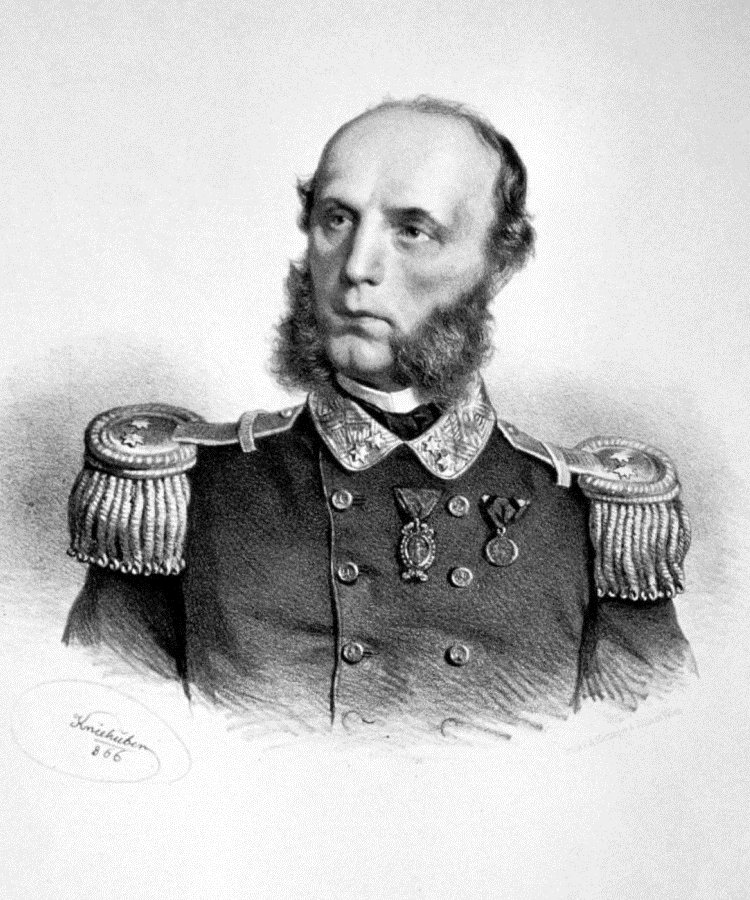
L'amiral Tegetthoff

- Danilo Türk, président de la Slovénie
- Svetlana Makarovič, écrivaine
- Fredi Bobic, footballeur
- Zlatko Zahovič, footballeur
- Saša Vujačić, joueur de basket-ball
- Mima Jaušovec, joueuse de tennis
- Sani Bečirović, joueur de basket-ball
- Igor Štuhec, compositeur
- Katja Koren, skieuse alpine
- Zoran Mušič, peintre
- Mitja Tušek, peintre
- Jurij Zdovc, joueur de basket-ball
- Ivo Daneu, joueur de basket-ball
- Gregor Gazvoda, cycliste
- Maruša Majer (1985- ), actrice slovène
- Rok Štraus (1987- ), footballeur
- Luka Šulić, violoncelliste et membre du duo 2Cellos

## Relations internationales

### Jumelage
La ville de Maribor est jumelée avec :
- Marbourg (Allemagne)
- Pétange (Luxembourg)
- Graz (Autriche)
- Greenwich (Royaume-Uni)
- Szombathely (Hongrie)
- Osijek (Croatie)
- Udine (Italie)
- Tours (France)
- Soyaux (France)
- Kraljevo (Serbie)
- Pueblo (États-Unis)
- Saint-Pétersbourg (Russie)

### Liens externes

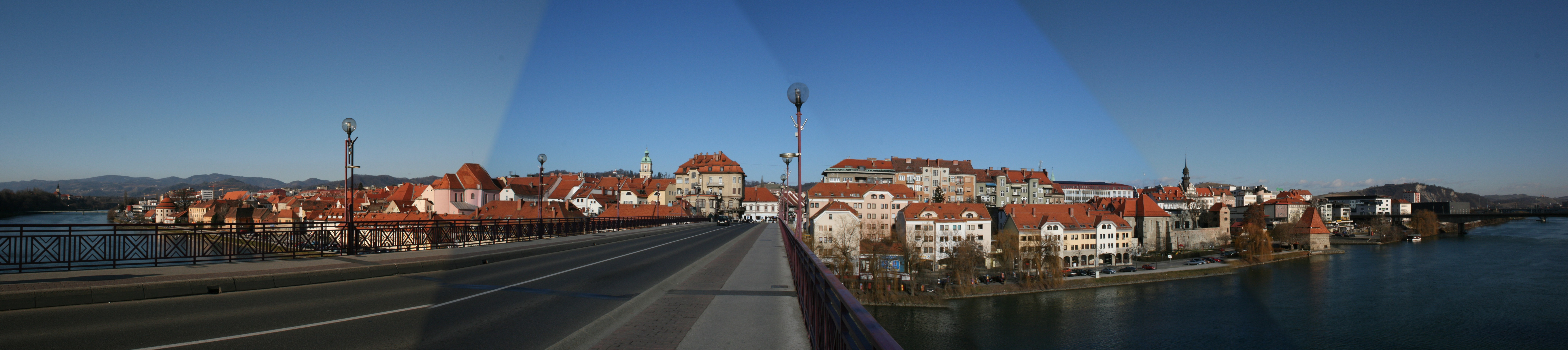
Panorama de Maribor et de la Drave.